# 風待ち交差点
『風待ち交差点』(かぜまちこうさてん) は、森山直太朗2枚目のフルアルバム。
2006年11月29日発売。発売元はユニバーサルミュージック。
スペシャルエディションは2007年3月30日発売。

## 概要
『新たなる香辛料を求めて』以来2年半振り。本作はボーナスCD付の初回限定盤と通常盤の2形態で発売。
その後、5曲のミュージック・ビデオ入りDVD付スペシャルエディションが2007年3月30日に発売された。
初回限定盤のボーナスCDにはNHK全国学校音楽コンクール課題曲として提供した「虹」を合唱で、
母親・森山良子に提供した「マザーアース」を親子によるセッションで収録。

## 収録曲
全曲 作詞・作曲: 森山直太朗/御徒町凧 (特記以外)
1. 風になって
11thシングル。「第30回鳥人間コンテスト」イメージテーマソング。
2. BLUE
森山には珍しい英語タイトル。上京しても失敗ばかりの主人公を歌った楽曲。
3. 恋しくて オーケストラバージョン
12thシングル。シングルバージョンと異なる。
4. 平凡ぶる～す
平凡 (へいぼん) と天国 (ヘブン) という響きが似た単語を混ぜている。
5. シルビア
6. 風花
9thシングル。NHK連続テレビ小説『風のハルカ』主題歌。エレキギターによる演奏と森山のファルセットを生かした楽曲。
7. しまった生まれてきちまった
8. Q・O・L
『Q・O・L』とはQuality of lifeの略。人生の意義をどこに見出すかといったテーマの本楽曲は「森山直太朗ワールドツアー2007『全ての柔らかいモノのために』(2007年2月10日〜6月20日 43会場46公演)」、「コンサートツアー2008『諸君!?』(2008年4月12日〜7月24日 30会場35公演)」で披露。「人生の意義は、このステージ上にあります」と語っている。ライブでは『Q・O・L』とロゴの入ったマフラータオルをサビで観客と共に振るパフォーマンスがありタオルを振る速度が早いので「二の腕のシェイプに効果的」と森山。
9. 愛のテーゼ
10. 君は五番目の季節 アルバムバージョン
作詞・作曲:森山直太朗
10thシングル。山崎製パン企業CMイメージソング。シングルバージョンとはイントロが大きく異なる。
11. 夢みたい 〜だから雲に憧れた〜
12thシングル (両A面)。エプソン カラリオCMソング。

### 初回限定盤　ボーナスCD
1. 虹 屋久島 ドメニカバージョン
第73回NHK全国学校音楽コンクール中学の部課題曲 合唱ヴァージョン
2. マザーアース リビングルームセッション
作詞:御徒町凧　作曲:森山直太朗 歌：森山良子・森山直太朗
2005愛知万博「愛・地球博」公式ソング

### スペシャルエディション ＤＶＤ
1. 風になって (MUSIC VIDEO)
2. 恋しくて (MUSIC VIDEO)
3. 風花 (MUSIC VIDEO)
4. 君は五番目の季節 (MUSIC VIDEO)
5. 夢みたい ～だから雲に憧れた～ (MUSIC VIDEO)